# Вольный (Пензенская область)
 Вольный  — поселок Пензенского района Пензенской области. Входит в состав Леонидовского сельсовета.

## География
Находится в центральной части Пензенской области на расстоянии приблизительно 10 км на восток от областного центра города Пенза.

## История
Основан в начале XX века. В 1930 году 13 хозяйств. В 1955 году — бригада колхоза «Победа». В 2004 году — 11 хозяйств.

## Население
Численность населения: 184 (1926), 85 (1930), 107 (1979), 41 (1989), 32 (1996). Население составляло 20 человек (мордва 85 %) в 2002 году, 13 в 2010.